# Massac (Aude)
Massac – miejscowość i gmina we Francji, w regionie Oksytania, w departamencie Aude. W miejscowości swoje źródła ma rzeka Sou de Laroque.
Według danych na rok 1990 gminę zamieszkiwały 22 osoby, a gęstość zaludnienia wynosiła 2 osoby/km² (wśród 1545 gmin Langwedocji-Roussillon Massac plasuje się na 877. miejscu pod względem liczby ludności, natomiast pod względem powierzchni na miejscu 699.).

## Zabytki
Zabytki w miejscowości posiadające status Monument historique:
- Table des Morts